# منتخب بلجيكا لهوكي الحقل للسيدات
منتخب بلجيكا الوطني لهوكي الحقل للسيدات (بالفرنسية: Équipe de Belgique féminine de hockey sur gazon)‏ هو ممثل بلجيكا الرسمي في المنافسات الدولية في هوكي الحقل في فئة رياضة نسوية.